# Macrolenes bipulvinata
Macrolenes bipulvinata är en tvåhjärtbladig växtart som först beskrevs av Pieter Willem Korthals, och fick sitt nu gällande namn av Reinier Cornelis Bakhuizen van den Brink. Macrolenes bipulvinata ingår i släktet Macrolenes och familjen Melastomataceae. Inga underarter finns listade i Catalogue of Life.